# Valencina de la Concepción
Valencina de la Concepción es un municipio y villa española de la comarca del Aljarafe, provincia de Sevilla, Andalucía. Se encuentra situado a una altitud de 153 metros y a 8 kilómetros de la capital de provincia. Cuenta con una población empadronada de 7988 habitantes (INE, 2022).

## Geografía
Integrado en la Comarca Metropolitana de Sevilla, se sitúa a 12 kilómetros del centro de Sevilla. El término municipal esta atravesado por un pequeño tramo de la carretera N-630, en su pK 809, por las carreteras autonómicas A-8062, que se dirige hacia Gines, A-8077, que conecta con Salteras y Castilleja de Guzmán y A-8078, que une Santiponce con Camas, y por una carretera local que permite la comunicación con Santiponce. 
El relieve del municipio está definido por la presencia de numerosas lomas y cerros, típicos de la comarca del Aljarafe, de forma que la altitud oscila entre los 167 metros (Cerro del Barro) y los 13 metros al este. El pueblo se alza a 148 metros sobre el nivel del mar. 
| Noroeste: Salteras   | Norte: Salteras         | Nordeste: Santiponce                                    |
| Oeste: Salteras      |                         | Este: Santiponce y Camas                                |
| Suroeste: Espartinas | Sur: Espartinas y Gines | Sureste: Castilleja de Guzmán y Castilleja de la Cuesta |

## Historia

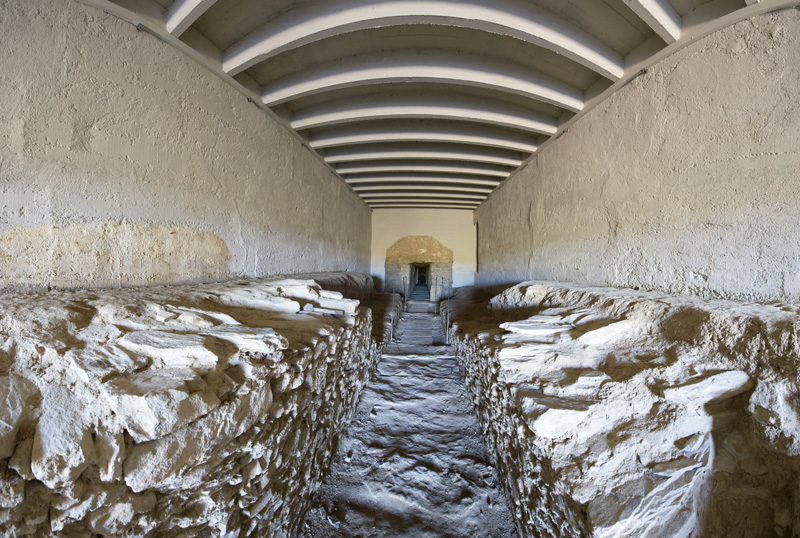
Corredor del dolmen de la Pastora, en el término municipal de Valencina.

En este municipio se encuentran unos dólmenes pertenecientes al periodo Calcolítico o Eneolítico en torno al año 3000 a. C. Forman parte de la arquitectura megalítica, surgida en las costas atlánticas durante el Neolítico Medio (en torno al V milenio a.c.).
Su finalidad está muy discutida, autores como Childe la atribuye a un culto solar ya que parecen estar orientadas hacia los solsticios y equinoccios; otros autores como Almagro prefieren atribuirlas a un culto a los muertos, constituyendo así un monumento funerario. Emplean siempre un sistema adintelado de piedras ciclópeas a veces intercaladas con piedras de mucho menor tamaño, esto último requiere de un mayor conocimiento constructivo.
El término Valencina aparece por primera vez en el repartimiento que hubo en la Reconquista, en el siglo XIII. Las toponimias romanas pudieron haberse castellanizado añadiendo los sufijos "ina", "ana", "ena", etc. Por ello, este asentamiento romano llamado Valens pasó a ser conocido como Valencina.
En Sevilla existía una gran devoción a la Inmaculada Concepción desde el siglo XVII. El 8 de diciembre de 1854 papa Pío IX proclamó el dogma de la Inmaculada Concepción de María. Los primeros en recibir la noticia fueron de la Casa Real española. La infanta María Luisa Fernanda, que vivía en el Palacio de San Telmo de Sevilla, compartió la primicia con su sacerdote, Manuel Fernández López. Manuel Fernández era un fraile franciscano del Monasterio de Loreto de la cercana localidad de Espartinas. Este fraile fue el que hizo sonar las campanas en Valencina, convirtiendo al pueblo en el primero del mundo en festejar la oficialización del dogma de la Inmaculada Concepción. Hoy el pueblo tiene rotulada una calle a nombre del "Padre Manolito". El 1 de marzo de 1942 se colocó una Virgen de la Concepción en la sala de sesiones del Ayuntamiento. En 1946 se inauguró en el pueblo un monumento a la Inmaculada, obra de Fernández de Andrés. En 1948 el Ayuntamiento cambió el nombre de la localidad, de Valencina del Alcor a Valencina de la Concepción. En 1979, con el voto a favor del PCE y del PSOE y el voto en contra de UCD, se retiró la imagen de la Virgen de la sala, pero se conserva un azulejo donde se menciona la devoción concepcionista.
En 1998 se hermanó con la localidad de Vauvert, del sur de Francia.

## Geografía humana

### Demografía
Cuenta con una población de 8080 habitantes (INE 2024).
| Gráfica de evolución demográfica de Valencina de la Concepción entre 1842 y 2021 |
| |
| Población de derecho según los censos de población del INE Población de hecho según los censos de población del INEEn estos censos se denominaba Valencina: 1842, 1857, 1877, 1887, 1897, 1900, 1910, 1920, 1930 y 1940 En este censo se denominaba Valencina o Valencina del Alcor: 1860 |

| 7,431                     | 7,650 | 7,796 | 7,875 | 7,971 | 8,031 | 8,026 | 8,055 | 7,986 | 7,930 | 7,948 |
| (Fuente: INE [Consultar]) |       |       |       |       |       |       |       |       |       |       |

### Economía
Hay 1.383 ha de cultivos herbáceos, de las cuales 744 ha son de girasol. Hay 479 ha de cultivos leñosos, de las cuales 419 ha son de olivares de aceituna de mesa. Al sureste del núcleo urbano está el polígono industrial Matarrubillas. A las afueras del pueblo, entre los términos municipales de Camas y Santiponce, están los polígonos industriales de La Granja, Navisur y Naviexpo.

#### Evolución de la deuda viva municipal
| Gráfica de evolución de Deuda viva del Ayuntamiento de Valencina de la Concepción entre 2008 y 2019                                |
| |
| Deuda viva del Ayuntamiento de Valencina de la Concepción en miles de Euros según datos del Ministerio de Hacienda y Ad. Públicas. |

## Fiestas locales

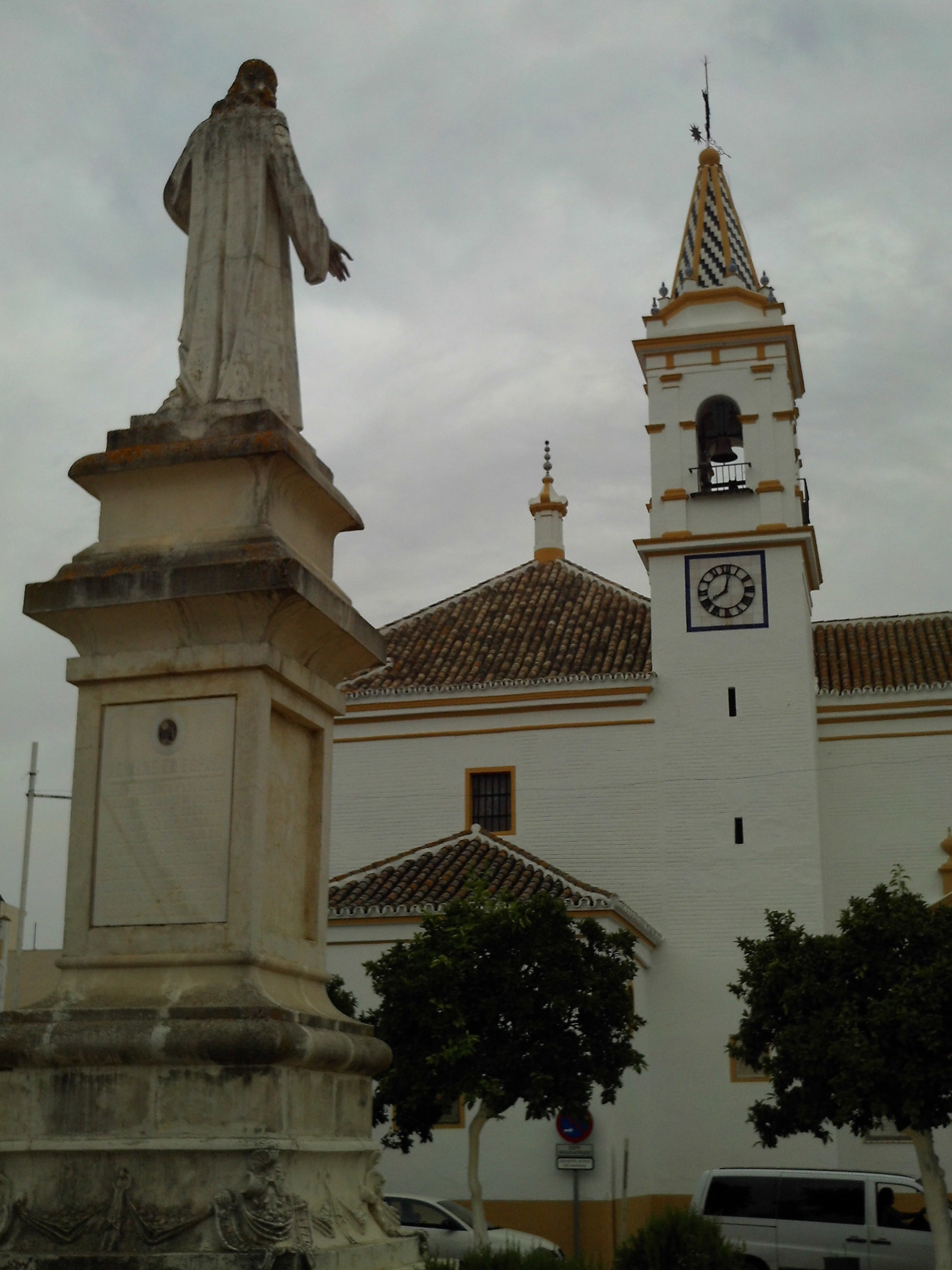
Monumento al Sagrado Corazón e iglesia de Nuestra Señora de la Estrella en la localidad.

Una leyenda dice que el 29 de septiembre de 1600 una gallina que picaba en la pared de la Hacienda de Torrijos descubrió una figura de Jesús Atado a la Columna y otra que parecía ser la cabeza de San Pedro. Desde entonces hubo devoción a ese Cristo de Valencina. En 1923 se decide organizar una romería y comienza la tradición de llevar a la Virgen de la Estrella, patrona de la localidad, hacia la ermita situada en la Hacienda de Torrijos para luego ser devuelta a su iglesia. En esta festividad, como es típico en las romerías andaluzas, participan decenas de carretas decoradas. En 1998 fue declarada Fiesta de Interés Turístico de Andalucía. Esta fiesta se celebra el segundo domingo de octubre de cada año.

## Alcaldes de Valencina
| Período   | Nombre                        | Partido | Coalición           |
| --------- | ----------------------------- | ------- | ------------------- |
| 1979-1983 | Adolfo Balseiro Pabón         | PSOE    | PSOE                |
| 1983-1987 | Adolfo Balseiro Pabón         | PSOE    | PSOE                |
| 1987-1991 | Adolfo Balseiro Pabón         | PSOE    | PSOE                |
| 1991-1993 | Adolfo Balseiro Pabón         | PSOE    | PSOE                |
| 1993-1995 | Francisco José Navarro Gómez  | PSOE    | PSOE                |
| 1995-1999 | Francisco José Navarro Gómez  | PSOE    | PSOE-IU             |
| 1999-2003 | Francisco José Navarro Gómez  | PSOE    | PSOE-IU             |
| 2003-2004 | Francisco José Navarro Gómez  | PSOE    | PSOE                |
| 2004-2005 | José Luis Tosca Esteban       | PP      | PP-PSIV             |
| 2005-2007 | Adolfo Balseiro Pabón         | PSIV    | PP-PSIV             |
| 2007-2011 | Antonio Manuel Suárez Sánchez | PSOE    | PSOE                |
| 2011-2015 | Antonio Manuel Suárez Sánchez | PSOE    | PSOE                |
| 2015-2019 | Antonio Manuel Suárez Sánchez | PSOE    | PSOE                |
| 2019-2023 | Antonio Manuel Suárez Sánchez | PSOE    | PSOE - PODEMOS - CS |
| 2023-[[]] | Ramón Peña Rubio              | PP      |                     |

## Patrimonio
- Iglesia de Nuestra Señora de la Estrella
- Hacienda de Torrijos
- Capilla de Nuestra Señora del Pilar
- Dolmen de la Pastora
- Dolmen de Matarrubilla
- Dolmen de Ontiveros